# Gérald Sibleyras
Gérald Sibleyras est un dramaturge et un scénariste français né en 1961.

## Théâtre

### Auteur
- 2000 : Le Béret de la tortue, écrit avec Jean Dell, mise en scène de François Rollin, Paris, théâtre du Splendid Saint-Martin.
- 2002 : Un petit jeu sans conséquence, écrit avec Jean Dell, mise en scène de Stéphane Hillel, paris, théâtre La Bruyère[1],[2],[3] ; adaptée au cinéma en 2004 sous le titre Un petit jeu sans conséquence, réalisation de Bernard Rapp.
- 2003 : Le Vent des peupliers, mise en scène de Jean-Luc Tardieu, Paris, théâtre Montparnasse, avec Georges Wilson[4] ; adapté sous le titre Heroes (en) par Tom Stoppard en 2005[5].
- 2004 : L'Inscription, mise en scène de Jacques Échantillon, Paris, Petit Montparnasse.
- 2005 : Une heure et demie de retard, écrit avec Jean Dell, mise en scène de Bernard Murat, Paris, théâtre des Mathurins.
- 2006 : 
  - Vive Bouchon !  mise en scène de Jean-Luc Moreau, Paris, théâtre Michel[6]
  - La Danse de l'albatros, mise en scène de Patrice Kerbrat, Paris, théâtre Montparnasse ; adaptée en téléfilm par Nathan Miller en 2012[7],[8].
- 2008 : 
  - Le Banc, mise en scène de Christophe Lidon, paris, théâtre Montparnasse.
  - C'est mon tour !, écrite avec François Rollin et Sophie Mounicot, mise en scène de Roland Marchisio, Paris, Petits Mathurins.
- 2009 : Cendrillon, le spectacle musical, livret et textes écrits avec Étienne de Balasy, mise en scène d'Agnès Boury, paris, théâtre Mogador.
- 2010 :
  - Une comédie romantique, mise en scène de Christophe Lidon, Paris,  théâtre Montparnasse[9].
  - Stand up, mise en scène de Jean-Luc Moreau, Paris, théâtre Tristan-Bernard.
- 2015 : 
  - Perrichon voyage toujours, d'après Eugène Labiche, mise en scène de Philippe Uchan, Paris, théâtre La Bruyère[10].
  - Un avenir radieux, théâtre de Paris.
- 2016 : Silence, on tourne !, écrit avec Patrick Haudecœur, Lyon, Théâtre Tête d'or ; Paris, théâtre Fontaine, mise en scène de Patrick Haudecoeur[11].
- 2017 : La Récompense, mise en scène de Bernard Murat, Paris, théâtre Édouard-VII.
- 2022 - 2024 : Berlin Berlin, écrit avec Patrick Haudecœur, mise en scène de José Paul, Paris, Théâtre Fontaine.
- 2024 : Mon Jour de chance, écrit avec Patrick Haudecœur, mise en scène de José Paul, Paris, Théâtre Fontaine.

### Adaptateur
- 2007 : La Retraite de Russie de William Nicholson, mise en scène de John R. Pepper, Petit Montparnasse
- 2008 : Les Aventures de Rabbi Jacob, livret écrit avec Étienne de Balasy d'après le scénario de Gérard Oury et Danièle Thompson, mise en scène de Patrick Timsit, palais des congrès de Paris
- 2009 : Les 39 Marches d’Alfred Hitchcock et John Buchan, mise en scène d'Éric Métayer, théâtre La Bruyère[12]
- 2012 :
  - Pensées Secrètes de David Lodge, mise en scène de  Christophe Lidon, théâtre Montparnasse
  - Des fleurs pour Algernon, d'après Daniel Keyes, mise en scène d'Anne Kessler, théâtre des Champs-Élysées, avec Grégory Gadebois[13] ; adapté en téléfilm par Yves Angelo en 2014[14]
- 2015 : La maison d'à côté d'après la pièce The other place de Sharr White, , mise en scène de Philippe Adrien, Paris, théâtre du Petit-Saint-Martin.
- 2017 : 
  - Novecento, d'après Alessandro Baricco, adapté avec André Dussollier.
  - Piège Mortel, théâtre la Bruyère.
  - La Garçonnière d'après le film The Appartement de Billy Wilder, théâtre de Paris[15].
  - Abigail's Party, théâtre de Poche.
- 2022 :
  - Un Visiteur inattendu, d'après Agatha Christie, adapté avec Sylvie Perez, Artistic Théâtre.
  - Une Situation délicate, d'après Relatively Speaking (Alan Ayckbourn), Théâtre des Nouveautés.
- 2024 : Le Cercle des poètes disparus, d'après Tom Schulman, Paris, Théâtre Antoine, mise en scène d'Olivier Solivérès[16],[17]

## Cinéma
- 1998 : On a très peu d'amis de Sylvain Monod (coscénariste)

## Radio
- 1996 : Tous aux abris, France Inter (chroniqueur)
- 1998 : J'y vais comme ça ou j'mets ma veste ?, France Inter (producteur, auteur et animateur)
- Les aigles volent bien au-dessus des mouches, France Inter (auteur)
- Curriculum vite fait, France Inter

## Publications
- Un petit jeu sans conséquence, Paris, L'Avant-scène théâtre, 2002, no 1119.
- Le Vent des peupliers, Paris, L'Avant-scène théâtre, 2003, no 1128, 110 p.
- L'Inscription, Paris, L'Avant-scène théâtre, 2003, no 1150, 134 p.
- Une heure et demie de retard, Paris, L'Œil du prince, 2005.
- Vive Bouchon !, Paris, Art et Comédie, 2006.
- La Danse de l'albatros, Paris, L'Œil du prince, 2006, 87 p.
- Le Béret de la tortue, Paris, Art et Comédie, 2006.
- Le Banc, Paris, L'Œil du prince, 2008, 77 p.
- Une comédie romantique, Paris, L'Avant-scène théâtre, 2010, no 1276, 94 p.
- Stand up, Paris, L'Œil du prince, 2010, 84 p.
- la Maison d'à côté, Paris, L'Avant-scène théâtre, 2015, no 1276, 94 p.  (ISBN 978-2-7498-1310-3).
- Totalement dépassés, Paris, éditions de Fallois, 2017, 133 p.[18],[19].
- Un avenir radieux, Paris, Art et comédie (collection : Côté scène), 2015, 76 p.
- Une blouse serrée à la taille, Paris, éditions de Fallois, 2020, 192 p.[20].
- avec Patrick Haudecoeur : 
  - Silence on tourne !, Paris, Librairie Théâtrale, 2021, 123 p.  (ISBN 978-2-7349-0639-1).
  - Berlin Berlin, Paris, Librairie Théâtrale, 2022, 108 p.  (ISBN 978-2-7349-0654-4).

## Prix et nominations

### Nominations
- 2003 : Molière de l'auteur pour Un petit jeu sans conséquence
- 2003 : 
  - Molière de l'auteur pour Le Vent des peupliers
  - Molière de la pièce de création française pour Le Vent des peupliers
  - Molière du théâtre privé pour Un petit jeu sans conséquence
  - Molière du théâtre privé pour Le Vent des peupliers
- 2004 : 
  - Molière de l'auteur pour L'Inscription
  - Molière de la pièce de création française pour L'Inscription
- 2005 : Molière de l'auteur pour La Danse de l'albatros
- 2017 : 
  - Molière de la meilleure comédie pour Silence, on tourne !
  - Molière du meilleur spectacle théâtre privé pour La Garçonnière.

### Prix
- 2003 : Molière de la pièce de création française pour Un petit jeu sans conséquence
- 2006 : Laurence Olivier Award de la meilleure nouvelle comédie pour Le Vent des peupliers
- 2007 : prix théâtre de la SACD
- 2010 : Molière de l'adaptateur pour Les 39 Marches[21]
- 2012 : prix de l'adaptation SACD
- 2022 : Molière de la Comédie pour Berlin Berlin[22].